# Декларація про державний суверенітет Татарської РСР
Декларація про державний суверенітет Татарської Радянської Соціалістичної республіки (тат. Татарстан Совет Социалистик Республикасының Дәүләт Суверенлыгы турында Декларация) — документ, що проголосив основні принципи державного устрою Татарської РСР — Республіки Татарстан. Декларацію було ухвалено 30 серпня 1990 року на II сесії Верховної Ради Татарської АРСР.

## Історія ухвалення декларації
12 червня 1990 з'їзд народних депутатів РРФСР прийняв Декларацію про державний суверенітет Російської Радянської Федеративної Соціалістичної Республіки. Дана Декларація, а також Закони СРСР «Про розмежування повноважень між Союзом РСР і суб'єктами Федерації», «Про основи економічних відносин Союзу РСР, союзних і автономних республік» стали юридичною основою для розробки і прийняття Декларації про державний суверенітет Татарської Радянської Соціалістичної Республіки.
9 серпня 1990 року в столиці Татарської АРСР Казані виступив Голова Верховної Ради РРФСР Борис Єльцин, який заявив наступне:

| ...те, що сам народ Татарії піднявся з питанням про свій суверенітет - я вважаю, логічний історичний процес, і він повинен саме так розвиватися. І якщо хтось думав, що Єльцин приїхав сюди вмовляти, щоб ви цього не робили, він помиляється. Ми не раз обговорювали це питання з головою Верховної Ради Татарії, і мої слова були такі: «Беріть стільки самостійності, скільки зможете втримати» |
13 серпня Президія Верховної Ради Татарської АРСР схвалює проєкт Декларації з наступними положеннями: Татарська РСР є суверенна радянська соціалістична держава — суб'єкт оновлених федерацій — РРФСР і Союзу РСР. Встановлюється республіканське громадянство Татарської РСР.
Проте 20 серпня в Казані відбувся надзвичайний об'єднаний пленум творчих спілок і організацій Татарстану, на якому прийнято заяву про державний суверенітет Татарської республіки, зокрема там було сказано: "… У проєкті Декларації, розробленому і схваленому Президією Верховної Ради Татарської АРСР, Татарська республіка визначається як суб'єкт відразу двох "оновлених федерацій — РРФСР і Союзу РСР. «Це положення перекреслює саме поняття суверенітету і зберігає статус республіки як простий адміністративної одиниці Росії, продовжуючи тим самим сталінську політику автономізації …». 
А у п'ятницю 24 серпня в Казані відбувся велелюдний мітинг з вимогою ухвалення Декларації з якомога ширшим суверенітетом.
У підсумку членство Татарської РСР в РСФСР і СРСР було усунено з тексту Декларації.
30 серпня 1990 року на II сесії Верховної Ради Татарської АРСР почалося обговорення тексту Декларації, що тривало багато годин — аж до 22.40, коли Декларацію про державний суверенітет Татарської РСР було нарешті ухвалено. «За» проголосував 241 депутат з 242 присутніх (один утримався і пояснив це тим, що робітники заводу, які його висунули, прийняли рішення, що цю Декларацію треба ухвалювати на референдумі).

Декларацію було підписано Головою Верховної Ради Татарської РСР Мінтімєром Шаймієвим.

## Опис
Декларація про державний суверенітет Татарської РСР складається з преамбули і 6 пунктів.
Верховна Рада республіки, проголошуючи державний суверенітет Татарстану на всіх його теренах в межах існуючих кордонів, перетворила Татарську Автономну Радянську Соціалістичну Республіку в Татарську Радянську Соціалістичну Республіку (Татарська  РСР) — Республіку Татарстан (тобто були затверджені дві паралельні назви).
Цією Декларацією, серед іншого, було проголошено:
- Верховенство законодавства Татарської РСР на теренах Татарської РСР.
- Власність народу Татарської РСР на землю і всі ресурси на теренах Татарської РСР.
- Намір встановлювати стосунки Татарської РСР з СРСР і РСФСР на рівноправних умовах.

Попри те, що ціла низка суб'єктів РСФСР в 1990 році ухвалили схожі декларації, тільки Татарська АРСР і Чечено-Інгуська АРСР не включили в тексти своїх декларацій положення про перебування їх у складі РСФСР і СРСР, але Татарська РСР була першою, хто вичнив таким чином, бо Чечено-Інгуська декларація була ухвалена аж 27 листопада 1990.

## Наслідки
Спираючись на Декларацію про державний суверенітет, 24 жовтня 1991 було проголошено незалежність Республіки Татарстан.
26 грудня 1991 у зв'язку з Біловезькими угодами Верховна Рада Татарської РСР, спираючись на Декларацію про державний суверенітет, ухвалила Декларацію про входження Татарської РСР до СНД на правах співзасновника, але ця Декларація не мала правових наслідків.
Спираючись на Декларацію про державний суверенітет, 6 листопада 1992 року прийнята Конституція Республіки Татарстан.
13 березня 1992 Конституційний суд Російської Федерації ухвалив, що норма Декларації про верховенство законів Республіки Татарстан (саме так Татарська РСР стала називатися з 7 лютого 1992) суперечить Конституції РФ і є скасованою. Проте Татарстан все одно провів Референдум про суверенітет Татарстану (1992) і за його підсумками 22 травня 1992 Верховна Рада проголосила незалежність Республіки Татарстан і потім закріпила це в Конституції Республіки Татарстан 30 листопада 1992.
Аж 19 квітня 2002 Парламент Республіки Татарстан (після іще одного рішення Консуду РФ від 19 квітня 2001) привів Конституцію Татарстану у відповідність до Конституції РФ і, таким чином, перестав бути формально суверенною державою.
Утім, сама Декларація про державний суверенітет Татарської РСР досі є чинним у Татарстані документом — попри те, що підпорядкована Москві прокуратура оспорювала відповідність російському законодавству норми декларації про право власності народу Татарстану на землю і ресурси. 17 червня 2004 Верховний Суд Республіки Татарстан постановив, що Декларація відповідає Міжнародному пакту про громадянські та політичні права 1966 року і має залишитися чинною в незмінному вигляді.

## Цікаві факти
Згідно з твердженнями Любові Агєєвої, яка 1990 р. була завідувачкою відділу культури найпопулярнішої тоді газети Татарстану «Вечерняя Казань», ухвалити Декларацію керівництву Татарської АРСР порадили в ЦК КПРС, оскільки вважали, що таким чином ослаблять Єльцина в його протистоянні з Президентом СРСР Горбачовим.

## Державне свято
30 серпня в Татарстані відзначається державне свято — «День Республіки Татарстан». Свято запроваджено постановою Верховної Ради Республіки Татарстан від 29 серпня 1991 року і відзначається з 30 серпня 1991 р. і так само, у зв'язку з цим, з 30 серпня 1991 р. відзначається «День Казані». Нарівні з іншими республіканськими святами (Ураза-байрам, Курбан-байрам, День прийняття Конституції Татарстану) День Республіки є неробочим святковим днем.